# Panigródz
Panigródz – wieś (dawniej miasto) w Polsce położona w województwie wielkopolskim, w powiecie wągrowieckim, w gminie Gołańcz. 
Nazwa miejscowości pochodzi od rzadkiego i niezachowanego imienia słowiańskiego Pojęgrod, por. Niegrod, Zdziegrod, Zdzigrod.
Panigródz jest bardzo starą osadą pałucką i jedną z siedzib rodu Pałuków. W wystawionym w 1153 roku przez Zbyluta Pałukę akcie fundacyjnym najstarszego na ziemiach polskich klasztoru cysterskiego w pobliskim Łeknie, Panigródz występuje jako jedna z miejscowości, którymi obdarowani zostali łekneńscy cystersi.
Panigródz uzyskał lokację miejską w 1233 roku, zdegradowany po 1283 roku. W latach 1975–1998 miejscowość administracyjnie należała do województwa pilskiego.
Panigródz jest siedzibą rzymskokatolickiej parafii pw. św. Jana Chrzciciela.
W okresie międzywojennym w okolicy Panigrodza znajdował się jeden z poligonów Wojska Polskiego. Na przykład w okresie letnim (na przełomie lipca i sierpnia 1939) ćwiczyły tu pododdziały 10 pułk piechoty ze skierniewickiej 26 Dywizji Piechoty, stacjonującego w Łowiczu.
W latach 1954–1958 wieś była siedzibą gromady Panigródz, po jej zniesieniu w gromadzie Gołańcz-Wschód.
We wsi znajdują się dwa cmentarze.
We wsi jest przystanek kolejowy  Panigródz.